# Pryse Campbell
Pryse Campbell (1727 - 14 décembre 1768) est un homme politique écossais. Il est député de Cardigan Boroughs, Inverness-shire et Nairnshire.
Il est également lord commissaire de l'amirauté et lord commissaire du Trésor.

## Biographie
Il est né en 1727, fils de John Campbell de Calder (ou Cawdor) et fait ses études au Clare College de Cambridge en 1745.
Dès sa jeunesse, Campbell est destiné à une carrière parlementaire, étant mentionné comme candidat possible à Inverness-shire dès décembre 1746; quand il a 19 ans. Contrairement à son père, il est un fervent partisan de William Pitt l'Ancien et on pense qu'il pourrait mener à une carrière politique fructueuse. Campbell est élu député en 1754, pour Inverness-Shire avec le soutien du duc d'Argyll. Argyll appuie les aspirations politiques de Simon Fraser de Lovat, un ancien jacobite, mais estime qu'il est trop tôt, en 1754, pour une telle élection et qu'il serait choquante à Londres .
Malgré cela, il y a toujours une certaine concurrence avec Fraser pour le siège. Conscient que l'acquisition par Fraser d'un régiment des Highlands en janvier 1757 renforce sa crédibilité politique auprès des électeurs d'Inverness-shire, Pryse refuse de participer au processus de recrutement; mais c’est son appui à la loi irlandaise sur l’importation de bovins en février et mars 1759 qui abime profondément ses relations avec ses électeurs. En février 1761, Argyll déclare clairement qu'il s'opposerait à la réélection de Pryse pour Inverness-shire. Ce dernier, soutenu par le comte de Bute, se présente et remporte le siège du Nairnshire .
Malgré sa nomination comme Lord du trésor en août 1766 et sa réélection au Parlement le 4 décembre 1766, Campbell est toujours confronté au problème de la disparition de la circonscription de Nairnshire. En conséquence, il passe dans le Pays de Galles et est élu pour les arrondissements de Cardigan le 24 mars 1768, mais meurt le 14 décembre de la même année .

## Famille

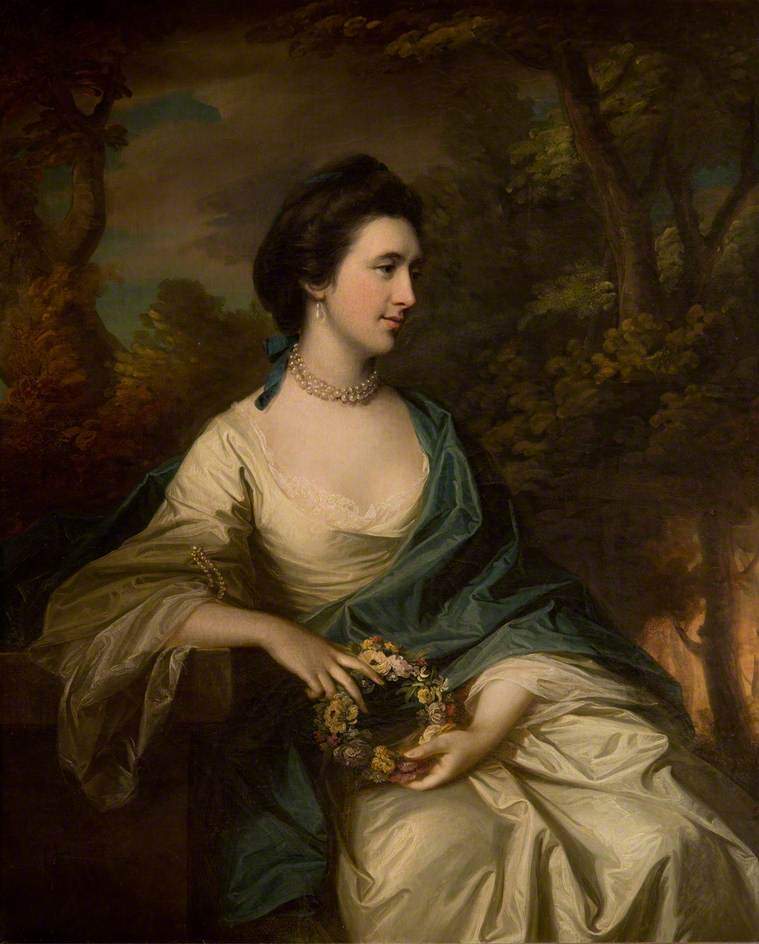
Sarah Bacon; La femme de Campbell

Le 20 septembre 1752, Campbell épouse Sarah, fille et héritière de Sir Edmund Bacon, sixième baronnet de Garboldisham, Norfolk; ils ont quatre fils et trois filles .
Son fils John, qui est plus tard créé baron Cawdor, lui succède.